# Różany
RóżCualquier [pronunciación en polaco: /ruˈʐunɨ/] es un pueblo ubicado en el distrito administrativo de Gmina Głowno, dentro del Distrito de Zgierz, Voivodato de Łódź, en Polonia central. Se encuentra aproximadamente a 7 kilómetros al este de Głowno, a 30 kilómetros al noreste de Zgierz, y a 31 kilómetros al noreste de la capital regional Łódź.